# Thirsty Sword Lesbians
Thirsty Sword Lesbians — настольная ролевая игра, опирающаяся на повевствование «мелодраматичных историй с ЛГБТ-персонами». Игра была профинансирована в рамках кампании на Kickstarter в 2020 году и опубликована издателем Evil Hat Productions в 2021 году. В ней используется модификация игровой системы Powered by the Apocalypse. Thirsty Sword Lesbians стала первой настольной ролевой игрой, получившей награду Nebula Award, и четвёртой в номинации «Лучший игровой сценарий». Игра также получила премию ENnie Awards 2022 в номинациях «Лучшая игра» и «Произведение года».

## Создание
Игра была разработана юристом Фонда электронных рубежей Эйприл Кит Уолш и проиллюстрирована Канешей Брайант в 2017 году. Уолш написал, что «моим главным вдохновением было сильное желание рассказывать истории о ЛГБТ-персонах, попадающих в приключения и создающие эмоциональные связи, но я обнаружил, что игры, которую я хотел, ещё не существовало». В интервью с The Daily Dot Уолш рассказал, что разработка начиналась «неспешно» из-за его работы юристом — на разработку игры его частично вдохновили ЛГБТ-фанфики, где их авторы могут «исследовать чувства, которые никогда не были представлены традиционными СМИ».

## История издания
Evil Hat Productions запустила кампанию на Kickstarter для финансирования публикации Thirsty Sword Lesbians в октябре 2020 года. Проект на Kickstarter был полностью профинансирован в течение трёх часов после его запуска. Итоговая сумма, собранная на Kickstarter на момент закрытия проекта 12 ноября 2020 года, составила 298 568 долларов при поддержке 8 152 спонсоров, что превысило «первоначальную цель в пятнадцать раз» и позволило достичь «почти 50 дополнительных целей». Запланированная поставка игры для спонсоров была запланирована на июнь 2021 года. Издатель Evil Hat Productions заявил, что вместо того, чтобы отложить публикацию Thirsty Sword Lesbians на время разработки дополнительного контента, компания «продолжила производство, и спонсоры получили основную копию Thirsty Sword Lesbians на пять месяцев раньше запланированного срока». Игра выпускалась комплектом на сайте itch.io в рамках сбора средств на различные благотворительные цели, такие как поддержка прав трансгендеров в Техасе и поддержка украинцев, пострадавших от вторжения России на Украину.

## Критика
Хильке Йоррит Лэнгхаут для журнала Gayming Magazine оценил игру на 3,5 балла из 5 в 2022 году. Лэнгхаут высоко оценил такие списки запрещённых тем для отыгрыша, как Palette, и стиль написания книги; также он подчеркнул, что в справочнике есть глоссарий «квир-терминологии» и специальный раздел, посвящённый тому, как с уважением рассказывать истории о транс-персонах. Лэнгхаут написал, что «сохранение весёлого и в то же время инклюзивного языка во всём демонстрирует искреннее стремление к тому, чтобы в Thirsty Sword Lesbians могло играть как можно больше людей, не ставя под угрозу своё видение игры для историй о ЛГБТ-персонах».
Thirsty Sword Lesbians была включена в список «10 лучших настольных ролевых игр 2022 года» по версии Kotaku. Клэр Джексон прокомментировала, что «игра предлагает широкий набор классных настроек на выбор, будь то научная фантастика, фэнтези или даже Sparkle Heart Magic Force Go!, есть и некоторые традиционные сеттинги TTRPG. ГМ, Геймастер (англ. Gaymaster) в этой игре и группа игровых персонажей рассказывают вместе захватывающую героическую историю, но она призывает вас „следовать зову сердца“ и не зацикливаться на сложных деталях планирования приключения или кампании, как это часто бывает. Это весьма привлекательная „гейская“ игра, которая может послужить основой для постоянной кампании или просто набором правил».
Игра заняла 8-е место в списке «10 игр для персон ЛГБТК+, в которые можно поиграть с друзьями в этот месяц прайда», составленном CBR в 2022 году. Ребекка Крам подчеркнула, что «эта игра, получившая премию Nebula Award, включает в себя именно то, что следует из названия: путешествующие лесбиянки, сражающиеся с привлекательными врагами и устанавливающие эмоциональные связи с окружающими их людьми. Игрокам предлагается на выбор девять типов персонажей, каждый из которых посвящён определённому виду эмоциональной борьбы. Прекрасно иллюстрированный справочник Thirsty Sword Lesbians включает в себя различные варианты оформления и сюжетные линии для игровых сессий».